# Moreto Cassamá
Moreto Moro Cassamá (ur. 16 lutego 1998 w Bissau) – piłkarz z Gwinei Bissau grający na pozycji ofensywnego pomocnika. Od 2022 jest zawodnikiem klubu Stade de Reims.

## Kariera klubowa
Swoją karierę piłkarską Cassamá rozpoczął w juniorach takich klubów jak: Sporting CP (2010-2013) i FC Porto (2013-2017). W 2017 roku stał się członkiem zespołu rezerw Porto. 16 września 2017 zadebiutował w nich w drugiej lidze portugalskiej w wygranym 2:1 domowym meczu z CD Nacional. W rezerwach Porto występował do stycznia 2019.
W styczniu 2019 Cassamá przeszedł do Stade de Reims. Początkowo grał w jego rezerwach, a następnie awansował do pierwszego zespołu. Swój debiut w nim w Ligue 1 zaliczył 28 kwietnia 2019 w zremisowanym 1:1 wyjazdowym meczu z Angers SCO.
| Sezon   | Klub             | Kraj       | Rozgrywki              | Mecze | Gole |
| ------- | ---------------- | ---------- | ---------------------- | ----- | ---- |
| 2017/18 | FC Porto B       | Portugalia | Segunda Liga           | 0     | 0    |
| 2018/19 | FC Porto B       | Portugalia | Segunda Liga           | 8     | 0    |
| 2018/19 | Stade de Reims   | Francja    | Ligue 1                | 1     | 0    |
| 2018/19 | Stade de Reims B | Francja    | Championnat National 2 | 11    | 0    |
| 2019/20 | Stade de Reims   | Francja    | Ligue 1                | 7     | 0    |
| 2019/20 | Stade de Reims B | Francja    | Championnat National 2 | 7     | 0    |
| 2020/21 | Stade de Reims   | Francja    | Ligue 1                | 29    | 1    |

## Kariera reprezentacyjna
Cassamá występował w młodzieżowych reprezentacjach Portugalii na szczeblach U-16, U-17, U-18 i U-19. W reprezentacji Gwinei Bissau zadebiutował 2 lipca 2019 w przegranym 0:2 meczu Pucharu Narodów Afryki 2019 z Ghaną, rozegranym w Suezie. Był to jego jedyny mecz rozegrany na tym turnieju. W 2022 roku został powołany do kadry na Puchar Narodów Afryki 2021. Na tym turnieju rozegrał trzy mecze grupowe: z Sudanem (0:0), z Egiptem (0:1) i z Nigerią (0:2).